# Aaron Wolf
Aaron Wolf (ウルフ・アロン, Wurufu Aron; Shin-Koiwa, 25 de fevereiro de 1996) é um judoca japonês, campeão olímpico.

## Carreira
Wolf é filho de uma mãe japonesa, Mikako, e de um pai americano, James, que ensina inglês em uma universidade japonesa. Ganhou a medalha de ouro no Campeonato Mundial de Judô de 2017, em Budapeste, e se tornou o primeiro atleta de ascendência americana a vencer o Campeonato Nacional de Judô do Japão com sua vitória em 29 de abril de 2019. Em 15 de maio do mesmo ano, ele promovido a 5º dan.
Esteve nos Jogos Olímpicos de Verão de 2020 em Tóquio, onde participou do confronto de peso meio-pesado, conquistando a medalha de ouro após derrotar na final o sul-coreano Cho Gu-ham. Além disso, compôs o grupo japonês detentor da medalha de prata na disputa por equipes.
Wolf também se qualificou para representar o Japão nos Jogos Olímpicos de Verão de 2024 e ganhou a medalha de prata na competição por equipe mista em Paris, na França.